# Oškobrh (Opolany)
Oškobrh je vesnice v okrese Nymburk, je součástí obce Opolany. Nachází se asi 1,9 km na severovýchod od Opolan. Leží na úpatí stejnojmenného kopce. Je zde evidováno 49 adres.

## Historie
První písemná zmínka o vesnici pochází z roku 1352.